# Estació de la Guingueta d'Ix
L'Estació de La Guingueta d'Ix, oficialment en francès Bourg-Madame, és una estació de ferrocarril de la línia del Tren Groc situada a la població del mateix nom, la Guingueta d'Ix, a l'Alta Cerdanya, de la Catalunya del Nord.
Està situada al sud-est del nucli vell de la Guingueta d'Ix, a l'Avinguda de l'Estació (popularment, de la Gara).
| Procedència/Destinació                  | <     | Línia     | >               | Procedència/Destinació    |
| --------------------------------------- | ----- | --------- | --------------- | ------------------------- |
| : Transport express régional            |       |           |                 |                           |
| Vilafranca de Conflent - Vernet - Fullà | Oceja | Tren groc | Ur-Les Escaldes | La Tor de Querol - Enveig |